# Prandi
Prandi – wieś w Estonii, w prowincji Järva, w gminie Koigi.